# Claudio Caiado
Claudio Sobral De Caiado Castro Junior, conhecido como Claudio Caiado (Rio de Janeiro, 15 de março de 1976) é um empresário, administrador e político brasileiro, filiado ao Partido Social Democrático (PSD).
Em 2022, foi eleito deputado estadual com 48.011 votos.
É irmão de Carlo Caiado e primo do atual governador de Goiás, Ronaldo Caiado. Já foi secretário municipal de Habitação da Prefeitura do Rio de Janeiro.
Em fevereiro de 2024, votou a favor da manutenção do mandato da deputada Lucinha, que havia sido afastada do cargo pelo Tribunal de Justiça do estado, acusada de possuir ligações com milicianos.